# HŽ serija 1161
HŽ serija 1161 (ex JŽ 462, nadimak Samantha) je serija električnih lokomotiva Hrvatskih željeznica nastala rekonstrukcijom lokomotive serije HŽ 1061 (stare lokomotive koje bi se inače moralo kasirati), koje rade pod istosmjernim naponom napajanja 3 kV, za napon napajanja 25 kV i 50 Hz. Poseban razlog za pregradnju bila je realizacija pretvorbe sustava za napajanje pruge Zagreb – Rijeka od istosmjernog napona 3 kV na napon 25 kV 50 Hz. Rekonstrukcija je izvedena tako da su postojeća okretna postolja zadržana, a vučni motori dorađeni za rad s izmjeničnom strujom. Ukupno su izrađene dvije ovakve lokomotive, a u međuvremenu su kasirane.
Električne lokomotive ove serije su šestoosovinske lokomotive s
pojedinačnim osovinskim pogonom Bo'Bo'Bo' za napon napajanja 25 kV
50 Hz. Glavni motorni pogon sastoji se od šest komutatorskih istosmjernih elektromotora sa serijskom uzbudom, koji su podijeljeni u dvije skupine po tri motora. Unutar jedne skupine vučni motori su spojeni paralelno, a napajaju se preko zajedničkoga diodnog ispravljača i zajedničke prigušnice za glađenje ispravljene struje.

## Tehnički podaci
- Graditelj: TŽV Gredelj
- Godina izgradnje: 1988. (1161 001); 1991. (1161 002)
- Raspored osovina: Bo' Bo' Bo'
- Trajna snaga za vuču: 3869 kW
- Najveća vozna brzina: 120 km/h
- Duljina preko odbojnika: 19440 mm
- Širina sanduka: 3000 mm
- Masa lokomotive: 129 t
- Najveće osovinsko opterećenje: 21,5 t/os

## Poveznice
- HŽ serija 1061